# Saas im Prättigau
Saas im Prättigau (en romanche Sausch) era una comuna suiza del cantón de los Grisones, situada en el distrito de Distrito de Prettigovia/Davos, círculo de Küblis. Limitaba al norte con las comunas de Sankt Antönien y Sankt Gallenkirch (AUT-8), al este y sureste con Klosters-Serneus, al oeste con Conters im Prättigau, y al noroeste con Küblis. En la actualidad está fusionada con Klosters.